# Eurytoma minutula
Eurytoma minutula är en stekelart som beskrevs av Dalla Torre 1898. Eurytoma minutula ingår i släktet Eurytoma och familjen kragglanssteklar. Enligt den finländska rödlistan är arten otillräckligt studerad i Finland. Arten är reproducerande i Sverige. Artens livsmiljö är moskogar. Inga underarter finns listade i Catalogue of Life.